# フォーク&ポップス・ヒッツ・コレクション
『フォーク&ポップス・ヒッツ・コレクション』は、通販限定で発売した、フォーク・ニューミュージックのコンピレーション・アルバムである。

## 収録曲

### DISC1
| 曲順 | タイトル                                                                                      | アーティスト                   | ジャンル           |
| ---- | --------------------------------------------------------------------------------------------- | ------------------------------ | ------------------ |
| 1    | 帰って来たヨッパライ （作詞：松山猛・北山修／作曲：加藤和彦） （発売日：1967年12月25日）      | ザ・フォーク・クルセダーズ     | フォーク           |
| 2    | 今日も夢みる （作詞：川本優子・前田武彦／作曲：川本優子・中村八大） （発売日：1968年3月10日） | 万里村れい＆タイムセラーズ     | フォーク           |
| 3    | 悲しくてやりきれない （作詞：サトウハチロー／作曲：加藤和彦） （発売日：1968年3月21日）       | ザ・フォーク・クルセダーズ     | フォーク           |
| 4    | 海は恋してる （作詞：垣見源一郎／作曲：新田和長） （発売日：1968年7月1日）                    | ザ・リガニーズ                 | フォーク           |
| 5    | 水虫の唄 （作詞：山田進一・北山修／作曲：山田進一・加藤和彦） （発売日：1968年7月1日）        | ザ・ズートルビー               | フォーク           |
| 6    | 小さな日記 （作詞：原田晴子／作曲：落合和徳） （発売日：1968年10月10日）                      | フォー・セインツ               | フォーク           |
| 7    | 青年は荒野をめざす （作詞：五木寛之／作曲：加藤和彦） （発売日：1968年12月5日）               | ザ・フォーク・クルセダーズ     | フォーク           |
| 8    | 風 （作詞：北山修／作曲：はしだのりひこ） （発売日：1969年1月10日）                           | はしだのりひこ＆シューベルツ   | フォーク           |
| 9    | 希望 （作詞：藤田敏雄／作曲：いずみたく） （発売日：1969年5月1日）                            | フォー・セインツ               | フォーク           |
| 10   | 或る日突然 （作詞：山上路夫／作曲：村井邦彦） （発売日：1969年5月10日）                       | トワ・エ・モワ                 | フォーク           |
| 11   | さよならは云わないで （作詞・作曲：落合和徳） （発売日：1969年6月1日）                        | モダン・フォーク・フェローズ   | フォーク           |
| 12   | さすらいの子守唄 （作詞：北山修／作曲：はしだのりひこ） （発売日：1969年6月25日）             | はしだのりひこ＆シューベルツ   | フォーク           |
| 13   | 夜が明けたら （作詞・作曲：浅川マキ） （発売日：1969年7月1日）                                | 浅川マキ                       | フォーク           |
| 14   | 空よ （作詞・作曲：難波寛臣） （発売日：1970年3月25日）                                       | トワ・エ・モワ                 | フォーク           |
| 15   | 誰もいない海 （作詞：山口洋子／作曲：内藤法美） （発売日：1970年11月5日）                     | トワ・エ・モワ                 | フォーク           |
| 16   | 時計をとめて （作詞・作曲：水橋春夫） （発売日：1968年9月10日）                               | ジャックス                     | フォーク・ロック   |
| 17   | 花嫁 （作詞：北山修／作曲：はしだのりひこ・坂庭省悟） （発売日：1971年1月10日）               | はしだのりひこ＆クライマックス | フォーク・ロック   |
| 18   | 戦争を知らない子供たち （作詞：北山修／作曲：杉田二郎） （発売日：1971年2月5日）              | ジローズ                       | フォーク・ロック   |
| 19   | あの素晴しい愛をもう一度 （作詞：北山修／作曲：加藤和彦） （発売日：1971年4月5日）            | 加藤和彦＆北山修               | フォーク・ロック   |
| 20   | 虹と雪のバラード （作詞：河邨文一郎／作曲：村井邦彦） （発売日：1971年8月25日）               | トワ・エ・モワ                 | フォーク           |
| 21   | ぼくの好きな先生 （作詞・作曲：忌野清志郎） （発売日：1972年2月5日）                          | RCサクセション                 | ニューミュージック |
| 22   | 走っておいで恋人よ （作詞・作曲：谷村新司） （発売日：1972年3月5日）                          | アリス                         | フォーク・ロック   |

### DISC2
| 曲順 | タイトル                                                                                    | アーティスト                     | ジャンル           |
| ---- | ------------------------------------------------------------------------------------------- | -------------------------------- | ------------------ |
| 1    | 魔法の黄色い靴 （作詞・作曲：財津和夫） （発売日：1972年6月5日）                            | チューリップ                     | ニューミュージック |
| 2    | たどりついたらいつも雨ふり （作詞・作曲：吉田拓郎） （発売日：1972年7月5日）                | モップス                         | ニューミュージック |
| 3    | 私は好奇心の強い女 （作詞・作曲：神部和夫） （発売日：1972年12月25日）                      | シュリークス                     | フォーク           |
| 4    | 心の旅 （作詞・作曲：財津和夫） （発売日：1973年4月20日）                                   | チューリップ                     | ニューミュージック |
| 5    | 心が痛い （作詞・作曲：りりィ） （発売日：1973年7月5日）                                    | りりィ                           | ニューミュージック |
| 6    | 銀の指環 （作詞・作曲：財津和夫） （発売日：1974年1月20日）                                 | チューリップ                     | ニューミュージック |
| 7    | 私は泣いています （作詞・作曲：りりィ） （発売日：1974年3月5日）                            | りりィ                           | ニューミュージック |
| 8    | 青春の影 （作詞・作曲：財津和夫） （発売日：1974年6月5日）                                  | チューリップ                     | ニューミュージック |
| 9    | 我が良き友よ （作詞・作曲：吉田拓郎） （発売日：1975年2月5日）                              | かまやつひろし                   | ニューミュージック |
| 10   | サボテンの花 （作詞・作曲：財津和夫） （発売日：1975年2月5日）                              | チューリップ                     | ニューミュージック |
| 11   | 港のヨーコ・ヨコハマ・ヨコスカ （作詞：阿木燿子／作曲：宇崎竜童） （発売日：1975年4月20日） | ダウン・タウン・ブギウギ・バンド | ロック             |
| 12   | 今はもうだれも （作詞・作曲：佐竹俊郎） （発売日：1975年9月5日）                            | アリス                           | ニューミュージック |
| 13   | 遠くで汽笛を聞きながら （作詞：谷村新司／作曲：堀内孝雄） （発売日：1976年9月20日）         | アリス                           | ニューミュージック |
| 14   | マイ・ピュア・レディ （作詞・作曲 : 尾崎亜美） （発売日：1977年2月5日）                     | 尾崎亜美                         | ニューミュージック |
| 15   | 冬の稲妻 （作詞：谷村新司／作曲：堀内孝雄） （発売日：1977年10月5日）                       | アリス                           | ニューミュージック |
| 16   | ジョニーの子守唄 （作詞：谷村新司／作曲：堀内孝雄） （発売日：1978年6月20日）               | アリス                           | ニューミュージック |
| 17   | 君のひとみは10000ボルト （作詞：谷村新司／作曲：堀内孝雄） （発売日：1978年8月5日）         | アリス                           | ニューミュージック |
| 18   | チャンピオン （作詞・作曲：谷村新司） （発売日：1978年12月5日）                             | アリス                           | ニューミュージック |
| 19   | 虹とスニーカーの頃 （作詞・作曲：財津和夫） （発売日：1979年7月5日）                        | チューリップ                     | ニューミュージック |
| 20   | 秋止符 （作詞：谷村新司／作曲：堀内孝雄） （発売日：1979年12月20日）                        | アリス                           | ニューミュージック |